# Les Enfants du jazz des années 80
Video